# Andreas Ajer
Andreas Ajer (13 luglio 1994) è un giocatore di calcio a 5 e calciatore norvegese, portiere del Sandefjord e portiere dell'Ullern.

## Carriera
Ajer è cresciuto nelle giovanili dello Skarphedin, per cui ha successivamente militato in prima squadra, in 3. divisjon. Nel corso del 2015 è passato all'Ullern.
Attivo anche nel calcio a 5, come reso possibile dai regolamenti della federazione norvegese, a partire dal campionato 2015-2016 ha giocato per il Sandefjord, compagine militante nell'Eliteserie. Ha contribuito alla vittoria finale di due campionati (2015-2016 e 2016-2017).
Per quanto concerne l'attività calcistica, nel 2016 è stato in forza al Røa. In seguito ha vestito la maglia dello Skade, per fare poi ritorno all'Ullern.
L'8 dicembre 2018 ha esordito per la Nazionale di calcio a 5 della Norvegia, in occasione della sconfitta per 6-1 subita contro la Svezia.